# Vlkanová
Vlkanová es un municipio del distrito de Banská Bystrica en la región de Banská Bystrica, Eslovaquia, con una población estimada a final del año 2024 de 1273 habitantes.
Se encuentra ubicado en la zona centro-norte de la región, cerca del río Hron —un afluente izquierdo del Danubio— y de la frontera con la región de Žilina.

## Demografía
| Año        | 1994 | 2004     | 2014  | 2024    |
| ---------- | ---- | -------- | ----- | ------- |
| Población  | 815  | 1080     | 1296  | 1273    |
| Diferencia |      | +32,51 % | +20 % | −1,77 % |

| Año        | 2023 | 2024    |
| ---------- | ---- | ------- |
| Población  | 1276 | 1273    |
| Diferencia |      | −0,23 % |